# Brian Faust
Brian Faust (Atlanta, 12 gennaio 1999) è un velocista statunitense specializzato nei 400 metri piani.

## Biografia
Nel 2024, dopo aver conquistato il titolo di campione nazionale statunitense dei 400 metri piani indoor, prende parte ai campionati mondiali indoor di Glasgow, dove però non supera le batterie di qualificazione.
Nel 2025 ai campionati mondiali indoor di Nanchino conquista la medaglia d'argento nei 400 metri piani e quella d'oro nella staffetta 4×400 metri con i connazionali Elija Godwin, Jacory Patterson e Christopher Bailey.

## Progressione

### 200 metri piani
| Stagione | Tempo    | Luogo             | Data      | Rank. Mond. |
| -------- | -------- | ----------------- | --------- | ----------- |
| 2025     | 20"87(i) | Gand              | 1-2-2025  |             |
| 2024     | 20"34    | La Chaux-de-Fonds | 14-7-2024 |             |
| 2023     | 21"02    | Waco              | 21-4-2023 |             |
| 2022     | 20"82    | Lexington         | 22-4-2022 |             |
| 2021     | 20"92    | Clermont          | 2-5-2021  |             |
| 2019     | 21"13    | Tucson            | 6-4-2019  |             |
| 2018     | 21"81    | Filadelfia        | 13-4-2018 |             |

### 200 metri piani pista corta
| Stagione | Tempo    | Luogo     | Data      | Rank. Mond. |
| -------- | -------- | --------- | --------- | ----------- |
| 2025     | 20"87(i) | Gand      | 1-2-2025  |             |
| 2022     | 21"19(i) | Clemson   | 12-2-2022 |             |
| 2021     | 21"49(i) | Iowa City | 13-2-2021 |             |

### 400 metri piani
| Stagione | Tempo    | Luogo        | Data      | Rank. Mond. |
| -------- | -------- | ------------ | --------- | ----------- |
| 2025     | 45"47(i) | Nanchino     | 22-3-2025 |             |
| 2024     | 45"28    | Lucerna      | 16-7-2024 |             |
| 2023     | 45"41    | Eugene       | 6-7-2023  |             |
| 2022     | 45"94    | Bloomington  | 27-5-2022 |             |
| 2021     | 45"87(i) | Geneva       | 27-2-2021 |             |
| 2020     | 46"15(i) | Geneva       | 29-2-2020 |             |
| 2019     | 45"95    | Jacksonville | 23-5-2019 |             |
| 2018     | 46"79    | Bloomington  | 16-6-2018 |             |
| 2017     | 47"16    | Marietta     | 19-5-2017 |             |
| 2016     | 48"86    | Atlanta      | 28-5-2016 |             |

### 400 metri piani pista corta
| Stagione | Tempo    | Luogo           | Data       | Rank. Mond. |
| -------- | -------- | --------------- | ---------- | ----------- |
| 2025     | 45"47(i) | Nanchino        | 22-3-2025  |             |
| 2024     | 45"47(i) | Albuquerque     | 17-2-2024  |             |
| 2023     | 46"25(i) | Clemson         | 10-2-2023  |             |
| 2022     | 46"61(i) | College Station | 25-2-2022  |             |
| 2021     | 46"56(i) | Fayetteville    | 12-3-2021  |             |
| 2019     | 46"70(i) | Clemson         | 8-2-2019   |             |
| 2018     | 47"69(i) | New York        | 24-2-2018  |             |
| 2017     | 48"92(i) | New York        | 11-3-2017  |             |
| 2016     | 50"01(i) | Birmingham      | 30-12-2016 |             |

## Palmarès
| Anno | Manifestazione  | Sede     | Evento      | Risultato | Prestazione | Note                          |
| ---- | --------------- | -------- | ----------- | --------- | ----------- | ----------------------------- |
| 2024 | Mondiali indoor | Glasgow  | 400 m piani | Batteria  | 47"11       |                               |
| 2025 | Mondiali indoor | Nanchino | 400 m piani | Argento   | 45"47       | Miglior prestazione personale |
| 2025 | Mondiali indoor | Nanchino | 4×400 m     | Oro       | 3'03"13     |                               |

## Campionati nazionali
- 1 volta campione statunitense assoluto dei 400 metri piani su pista corta indoor (2024)

2023
- In semifinale ai campionati statunitensi assoluti, 400 m piani - 46"42

2024
- Oro ai campionati statunitensi assoluti indoor, 400 m piani su pista corta - 45"47

2025
- 4º ai campionati statunitensi assoluti indoor, 400 m piani su pista corta - 46"11